# Выжутович, Валерий Викторович
Валерий Викторович Выжуто́вич (род.18 апреля 1951, Павлодар, Казахская ССР, СССР) — российский журналист, публицист, писатель, издатель, телеведущий, педагог. Спецкор «Комсомольской правды» (1974—1980), редактор отдела публицистики «Огонька» (1988—1989), обозреватель «Литературной газеты» (1980—1988), «Известий» (1989—2000), «Московских новостей» (2000—2005), «Российской газеты» (с 2005). Преподаватель Высшей школы экономики (2010—2024), РАНХиГС при Президенте РФ (с 2020). Депутат Моссовета (1990—1993). Лауреат премий «Золотое перо России» (2002), «Серебряный гонг» (1994), «Золотая полка российской журналистики» (2013), «Лучшая книга журналиста» (2018).

## Биография
В 1968 году окончил театральную студию при Павлодарском областном драматическом театре им. А. П. Чехова, сыграл Хлестакова в дипломной постановке, был занят в спектаклях «Клоп», «Город на заре», «Оптимистическая трагедия».
В 1974 году окончил с отличием Уральский государственный университет им. А. М. Горького по специальности «журналистика». В период учёбы продолжал увлечение театром, был постановщиком и участником эстрадных ревю, студенческих капустников. Его сценическим партнером выступала студентка филологического факультета УрГУ Надежда Кожушаная (Ямшанова), ставшая впоследствии известным драматургом.
Журналистскую карьеру начал, ещё будучи студентом, в свердловской областной молодёжной газете «На смену!». Публиковал театральные и кинорецензии, статьи на темы искусства, интервью с деятелями культуры. Именно в «На смену!» сформировался как журналист.
В 1974—1980 годах был специальным корреспондентом газеты «Комсомольская правда». Там учился у таких мастеров, как Валерий Аграновский, Ярослав Голованов, Инна Руденко, Василий Песков, Юрий Рост. Испытал сильнейшее влияние публицистов Анатолия Аграновского и Юрия Черниченко. Наряду с Валерием Аграновским считает их своими учителями.
С 1980 по 1988 год был обозревателем «Литературной газеты», печатался в журналах «Новый мир», «Дружба народов», «Театр», «Советский экран» и др.
В 1988—1989 годах возглавлял отдел публицистики журнала «Огонёк», куда в качестве авторов привлек экономистов Евгения Ясина, Гавриила Попова, Николая Петракова, писателя Владимира Дудинцева, чемпиона мира по шахматам Гарри Каспарова и многих других «прорабов перестройки».
Работал обозревателем «Известий» (1989—2000), еженедельника «Московские новости» (2000—2005), где выступал со статьями и комментариями о становлении российской демократии. Считает этот период самым ярким и продуктивным в своей творческой жизни.
В 1990—1993 годах был депутатом Моссовета от «Демократической России», избран на выборах 1990 года от Дзержинского района Москвы. В Моссовете был членом постоянной комиссии по свободе слова, средствам массовой информации и делам общественных организаций.
Вел телевизионные программы «Политическая кухня» (ЦТ, РТР, 1991—1993), «Газетный дождь» (ТВЦ, 2000—2006), гостями которых были известные политики, экономисты, деятели культуры. По сценарию Валерия Выжутовича снята документальная трилогия «Во власти толпы» (ЦТ, 1992).
С 2005 года является политическим обозревателем «Российской газеты».
В 2010—2024 годах — преподаватель Высшей школы экономики, был сотрудником подразделений университета по журналистике и медиа (сменивших несколько названий и реорганизаций), преподавал такие курсы, как «Издательское дело», «Выпуск учебной газеты, радио-, телепередач; Профессиональные творческие студии» и другие.
С сентября 2020 года — старший преподаватель Факультета журналистики Института государственной службы и управления (ИГСУ) РАНХиГС при Президенте РФ, преподает такие курсы, как «Политическая журналистика», «Журналистское расследование», «Риторика СМИ», «Организация деятельности редакции» и другие. Является мастером курса.
Последнее время много работает в жанре интервью. Свои принципы коммуникации с публичными людьми формулирует так: «Я стараюсь спрашивать только о том, о чём можно спросить только этого человека и только сейчас. Я ищу ТЕМУ. Чаще всего её и искать не надо — она носится в воздухе. Остается выбрать нужного собеседника — того, С КЕМ эта тема приобрела бы необходимую остроту, прозвучала всерьез, не была бы опошлена. Иногда тема нащупывается как болевая точка возможного собеседника». Писатель Дмитрий Быков сказал о книге Валерия Выжутовича «Переходя на личности»: «Это единственная из книг интервью, которые попадались мне на глаза, — где я стопроцентно уверен, что имею дело с аутентичным материалом: интервьюер не подменяет собеседника собой, не подсказывает ему собственных мыслей, не вытягивает из него сенсационных подробностей, не работает на публику и не участвует в выстраивании чужого монумента. Выжутович спрашивает собеседника о действительно важных для этого собеседника вещах, а не о том, что интересует гипотетического среднестатистического читателя. В результате все они раскрываются вполне».
Является издателем книг «Вы нас даже не представляете», «Чай с Путиным», «Тайна старой дачи», «Прогулки с Чарой» и др.
Автор более двух десятков книг. Член Союза писателей Москвы.

## Семья
- Бывшая супруга (до 2011) — Людмила Олеговна Телень[9] (род. 1957), российский журналист, медиаменеджер, педагог, первый заместитель исполнительного директора Президентского центра Б. Н. Ельцина.

## Награды
- «Серебряный гонг» (1994)[10]
- «Золотое перо России» (2002)
- Заслуженный работник культуры РФ (2010)[11]
- «Золотая полка российской журналистики» (2013)[12]
- «Лучшая книга журналиста». Премия Федерального агентства по печати и массовым коммуникациям за книгу «Другой разговор» (2018)[13]

## Книги
- В. Выжутович, В. Ниязматов. «Белая радуга». — Ташкент: Издательство литературы и искусства им. Гафура Гуляма, 1978. — 127 с.
- Валерий Выжутович, Владимир Бонч-Бруевич. «Что могут профсоюзы?». — М.: Профиздат, 1981. — 48 с.
- Валерий Выжутович, Людмила Телень. «The City Where We Live».. — М.: Профиздат, 1982. — 56 с.
- Валерий Выжутович. «Вечерний сюжет». — М.: Знание, 1983. — 62 с.
- Валерий Выжутович и др. «Это мы». — М.: Советский писатель, 1984. — 286 с.
- Валерий Выжутович. «Принимаю решение». — М.: Политиздат, 1984. — 254 с.
- Валерий Выжутович. «Запасной игрок». — М.: Советская Россия, 1985. — 80 с.
- Валерий Выжутович. «Испытание ускорением». — М.: Знание, 1986. — 62 с.
- Валерий Выжутович (в соавторстве с  Александром Никишиным и Алексеем Черниченко). «Временщики и современники». — М.: Мысль, 1988. — 285 с.
- Валерий Выжутович. «Поправка на смелость». — М.: Политиздат, 1990. — 366 с.
- Валерий Выжутович. «Подавляющее большинство». — Л.: Лениздат, 1990. — 111 с.
- Валерий Выжутович, Васиф Самедов. «Вторжение». — Баку: Каспиан Известия, 1993. — 72 с.
- Валерий Выжутович. «За все заплачено»[14]. — М.: Российская газета, 2008. — 632 с.
- Валерий Выжутович. «Цена успеха». — М.: АСТ, 2008. — 352 с.
- Валерий Выжутович. «Переходя на личности»[15]. — М.: Российская газета, 2010. — 576 с.
- Валерий Выжутович. «Разговоры вполголоса»[16][17]. — М.: Российская газета, 2012. — 464 с.
- Валерий Выжутович. «Другой разговор». — М.: АИРО-XXI, 2018. — 476 с.
- Валерий Выжутович. «Между тем»[18]. — М.: АИРО-XXI, 2019. — 448 с.
- Валерий Выжутович. «Борис Фирсов. Путь от Варшавского вокзала». — М.: Молодая гвардия, 2021. — 352 с. — (ЖЗЛ)
- Валерий Выжутович. «Николай Байбаков. Последний сталинский нарком». — М.: РОССПЭН, 2022. — 481 с.
- Валерий Выжутович. «Ни слова о болезни. Беседы с доктором Бузиашвили». — М.: АИРО-XXI. 2022; (второе издание — 2024). — 130 с.
- Валерий Выжутович. «Лазарь Каганович. Узник страха». — М.: РОССПЭН, 2024. — 543 с.